# 杨笠
楊笠（1992年7月29日—），中國脫口秀演員。

## 经历
杨笠大学就读于北京服装学院动画设计专业，本科毕业后先后做过设计、场务等工作，2017年开始接触脱口秀。2018年10月进入笑果文化公司并擔任《吐槽大會》第三季編劇。2019年擔任《吐槽大會第四季》責任編劇。2019年，参与《脱口秀大会第二季》的录制。 2020年，参与《脱口秀大会第三季》并在总决赛中获得第四名。

## 影視作品

### 電視劇
| 年份   | 播出平台 | 劇名     | 角色 | 備註     |
| ------ | -------- | -------- | ---- | -------- |
| 2023年 | 愛奇藝   | 七時吉祥 |      |          |
| 2023年 | 優酷     | 龍鳴少年 |      | 特别出演 |

### 綜藝節目
| 年份   | 播出平台 | 節目                  | 備註       |
| ------ | -------- | --------------------- | ---------- |
| 2019年 | 騰訊視頻 | 脫口秀大會第二季      | 參賽者     |
| 2020年 | 騰訊視頻 | 脫口秀大會第三季      | 參賽者     |
| 2020年 | 芒果TV   | 她有情緒又怎樣        | 嘉賓       |
| 2020年 | 優酷     | 同一屋簷下            | 觀察員     |
| 2021年 | 騰訊視頻 | 脫口秀大會第四季      | 參賽者     |
| 2021年 | 騰訊視頻 | 吐槽大會第五季        | 參賽者     |
| 2021年 | 騰訊視頻 | 姐姐妹妹的武館        | 嘉賓       |
| 2021年 | 騰訊視頻 | 讓生活好看第二季      | 固定成員   |
| 2021年 | 騰訊視頻 | 僅一日可戀            | 唯一女嘉賓 |
| 2022年 | 騰訊視頻 | 令人心動的offer第四季 | 嘉賓       |
| 2022年 | 騰訊視頻 | 脫口秀大會第五季      | 參賽者     |
| 2023年 | 騰訊視頻 | 展開說說              | 固定成員   |
| 2023年 | 愛奇藝   | 一起露營吧2           | 嘉賓       |

## 争议

### 「普信男」事件
2020年8月19日，杨笠在《脱口秀大会第三季》节目中吐槽讽刺男性“他明明那么普通，却那么自信”等语句在网上爆红，得到女性群体的呼应和共鸣，但该表述也被指责涉嫌对男性群体的侮辱，或者挑拨男女对立创造流量。此后在《脱口秀反跨年》、综艺节目《同一屋檐下》等节目中她的同类言论也引发了争议，乃至有网民声称举报杨笠的演出涉嫌性别歧视、多次侮辱男性群体、煽动制造性别对立。前笑果文化艺人池子在微博上对杨笠的脱口秀演出持否定态度，而女演员姚晨及一些媒体观点则支持“冒犯”的表达，以多元化视角评价社会现象。教授储殷在2020年9月表态认为，杨笠是在靠性别仇恨炒作，将性别弱势变成性别红利，施以“仇恨营销”、“撕裂社会”，并与杨笠在网上展开交锋。

### 代言与抵制活动
2021年3月18日，英特尔芯品汇发布杨笠宣传英特尔笔记本电脑的相关内容，并配上“看金牌投资人杨笠如何为职场电脑平凡”的文案。宣传内容中，杨笠玩起了自己在脱口秀中的梗：英特尔的眼光太高了，比我挑对象的眼光都高。此事引发大量争议，不少网友因杨笠此前关于男性的评价言论，站在男性角度对英特尔产品进行抵制。报道指出，同时，也有一批支持杨笠的网友站在女性角度对其进行声援，同时回击抵制者，双方在微博开启“性别对立”骂战。英特尔已将杨笠的宣传信息下架，但两方网友均对此感到不满，仍在英特尔中国官微留言互骂。
2021年3月，长城汽车邀请杨笠为坦克 300 车型站台，文案是 “坦克 300 致敬莫奈限定版倾‘潮’上市”，引发网友抵制，后续销量持续下滑。
2021年3月28日，喜临门床垫发布中国人睡眠报告，邀请杨笠作为嘉宾，制作了一场脱口秀讲报告新发现 —— 夫妻分房睡感情更好，引发网友争议和抵制。
2021年8月，小鹏汽车将杨笠的言论放在小鹏 P5 宣传海报中，引发网友抵制。
2021年10月14日，奔驰请杨笠营销导致大规模抵制，后紧急下架视频，当年销量持续下滑。
2021年12月17日，海澜之家宣布由杨笠代言，部分网友在海澜之家的电商平台里对客服投诉杨笠，并宣称不换掉杨笠就会一直下单一直退货。
2022年1月12日，舍得酒业在与凤凰网联合打造的脱口秀《舍得智慧人物》中，邀请杨笠作为节目嘉宾，引发大规模抵制。
2024年10月14日，京东发布的宣传活动中出现“跟着杨笠来京东买药”，引发网络争议，一些网民呼吁以退出京东Plus会员服务、投诉客服、赎回京东金融平台资金等方式表示抵制。网络传言称京东金融平台因此事发生挤兑、暂时无法赎回现象，京东金融表示相关言论完全失实。京东删除相关内容后，于10月18日在社交媒体致歉，表示后续与相关演员没有合作计划。